# 9099 Kenjitanabe
A 9099 Kenjitanabe (ideiglenes jelöléssel 1996 VN3) a Naprendszer kisbolygóövében található aszteroida. Takao Kobajashi fedezte fel 1996. november 6-án.